# Montes Maoke
Los Montes Maoke (Pegunungan Maoke en idioma indonesio) son una cadena montañosa situada en la isla de Nueva Guinea, en la provincia de Alta Papúa, en Indonesia. Corresponden a la porción occidental de la Cordillera Central que recorre la isla de este a oeste. Su nombre indonesio significa «montañas nevadas» en español.

## Geografía
La cordillera recorre longitudinalmente el centro de la provincia de Papúa según un eje oesnoroeste-estesureste, y se prolonga hacia el este con los montes Bismarck, situados en Papúa Nueva Guinea. Se compone principalmente de la cordillera de Surdinam al oeste, de las montañas Jayawijaya en el centro, y de las montañas Star al este.
Los montes Maoke tienen una longitud de 692 km desde la frontera con PNG hasta su extremo occidental. Culminan a 4884 m de altitud en el Puncak Jaya, también conocido como "pirámide de Carstensz", que es también la cumbre más alta de la isla de Nueva Guinea, de Indonesia y de Oceanía. Junto con el Puncak Mandala y el Ngga Pilimsit, el Puncak Jaya es uno de los tres lugares de la cordillera donde se encuentran glaciares. Sin embargo, estos glaciares están sufriendo un pronunciado retroceso desde hace varios años, en particular en el Puncak Trikora cuyo casquete de hielo ha desaparecido entre 1939 y 1962.

## Explotación minera

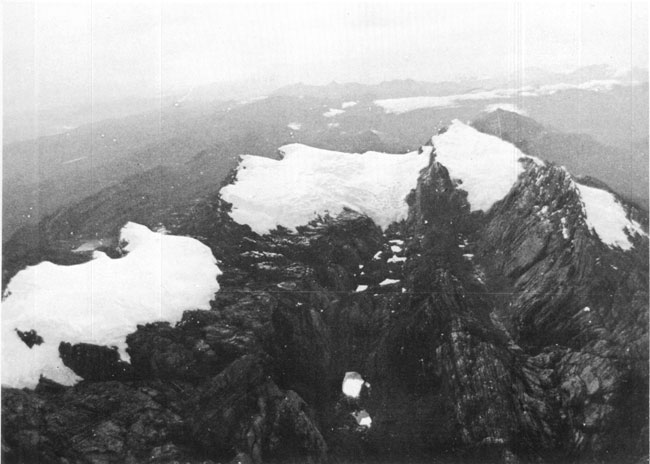
Vista de los montes Maoke hacia el este en 1972. De izquierda a derecha: los glaciares Northwall Firn, Meren y Carstensz.

En la cordillera de Surdinam, a 4000 m de altitud y a pocos kilómetros del Puncak Jaya, se encuentra el complejo minero de Grasberg, uno de los más grandes del mundo. Explota el mayor yacimiento de oro y el segundo yacimiento de cobre del mundo. Consta de una mina a cielo abierto que ha excavado un gigantesco cráter en el macizo (una segunda se abrió en 2010), una mina subterránea y dos enormes unidades de procesamiento de molienda para la recuperación de los minerales. La empresa estadounidense Freeport-McMoRan Copper & Gold Inc. (FCX) explota la mina, de la que posee 90.64% y el gobierno indonesio 9.36%.